# 池田芳蔵
池田 芳蔵（いけだ よしぞう、1911年（明治44年）5月8日 - 2001年（平成13年）8月13日）は、日本の実業家。兵庫県出身。大英帝国勲章KBE。
三井物産の社長・会長、日本放送協会(NHK)の会長を歴任した。

## 来歴・人物
神戸二中、旧制第三高等学校を経て1936年に東京帝国大学経済学部卒業。中学から大学まで野球部に所属。
1936年に三井物産に入社し、食料部門を歩む。穀物油脂部長、1954年-1958年ニューヨーク支店次長、1961年-1963年台北支店長、1963年-1965年ロンドン支店長、1965年-1967年取締役ロンドン支店長、1967年業務部長、1968年常務取締役、1971年副社長を経て、1973年社長、1979年会長に就任し、1982年退任。
三井物産社長時代は山下英明を柱に据えイラン・ジャパン石油化学プロジェクト（IJPC）を積極的に推進したがイラン革命やイラン・イラク戦争などで撤退を余儀なくされた。このことは高杉良の『バンダルの塔』に詳しく書かれている。
1988年7月、初の財界出身者としてNHK会長に就任したがわずか9ヶ月で辞任した。
池田が会長に就任した当時は既に77歳。当時特殊法人の役員は原則65歳、特別の場合でも70歳までという閣議決定があった。そのため曲折があったが政治的決着で池田が会長に就任した経緯がある。しかし、NHK会長としての職務が務まる能力は全くなかった。
1988年12月14日には衆議院逓信委員会に出席した時には、国会議員からの質問に対し、いきなり英語で話し始めたり、また、日本語での答弁も支離滅裂でまともに応答が成立しないような状態であった。
1989年1月4日、池田はNHK職員に対しての新年の挨拶を行った。このような挨拶では通常、秘書室が用意した原稿をそのまま読むことが慣例であるが、池田は原稿を無視し自分で話を始めた。大阪放送局（BK）を間違えてAKと言ったり、潜水艦なだしおの衝突事故があった場所（横須賀沖）を瀬戸内海と間違えたりする始末であった。通常、この挨拶は会報に掲載されるが、実際に会報に載せられた挨拶は事務方が書いたと覚しい内容に差し替えられていたほどだった。
1989年3月、ついに国会の場で会長には不適任とされ退陣を求められることになった。だが池田自身は辞める気は全くなかった。しかし経営委員長らの工作によって、3月31日に不本意ながら辞表を出した。そして4月4日をもってNHKを去った。